# Johannes Paulus Lotsy
Johannes Paulus Lotsy (n. 11 aprilie 1867, Dordrecht, Olanda de Sud, Țările de Jos – d. 17 noiembrie 1931, Voorburg⁠(d), Olanda de Sud, Țările de Jos), a fost un  profesor universitar, botanist, lichenolog micolog genetician precum desenator și ilustrator neerlandez, specializat în evoluția și ereditatea speciilor de plante și ciuperci și a susținut un rol major în domeniul hibridizării în evoluție. Abrevierea numelui său în cărți științifice este Lotsy.

## Biografie

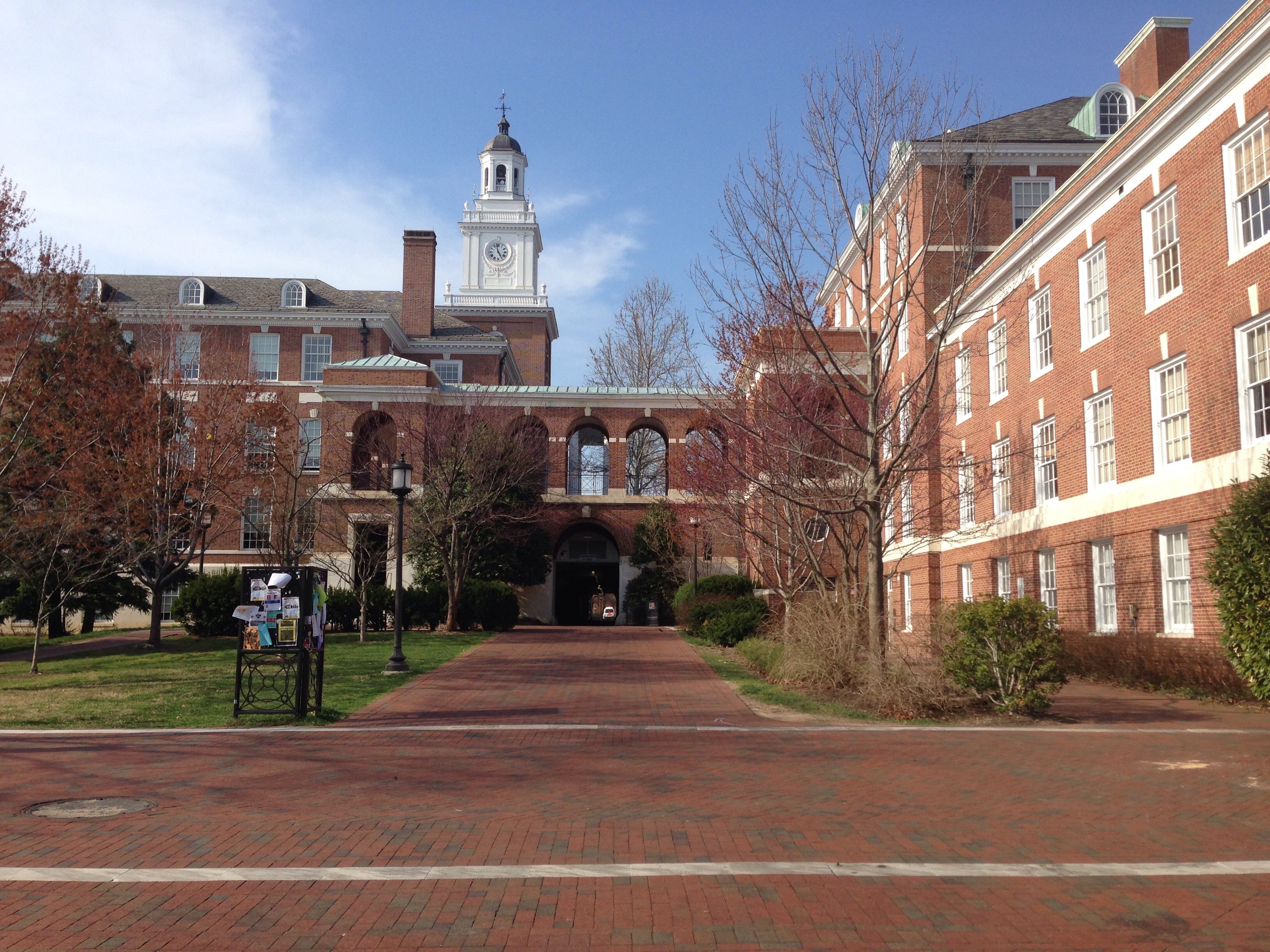
Universitatea Johns Hopkins

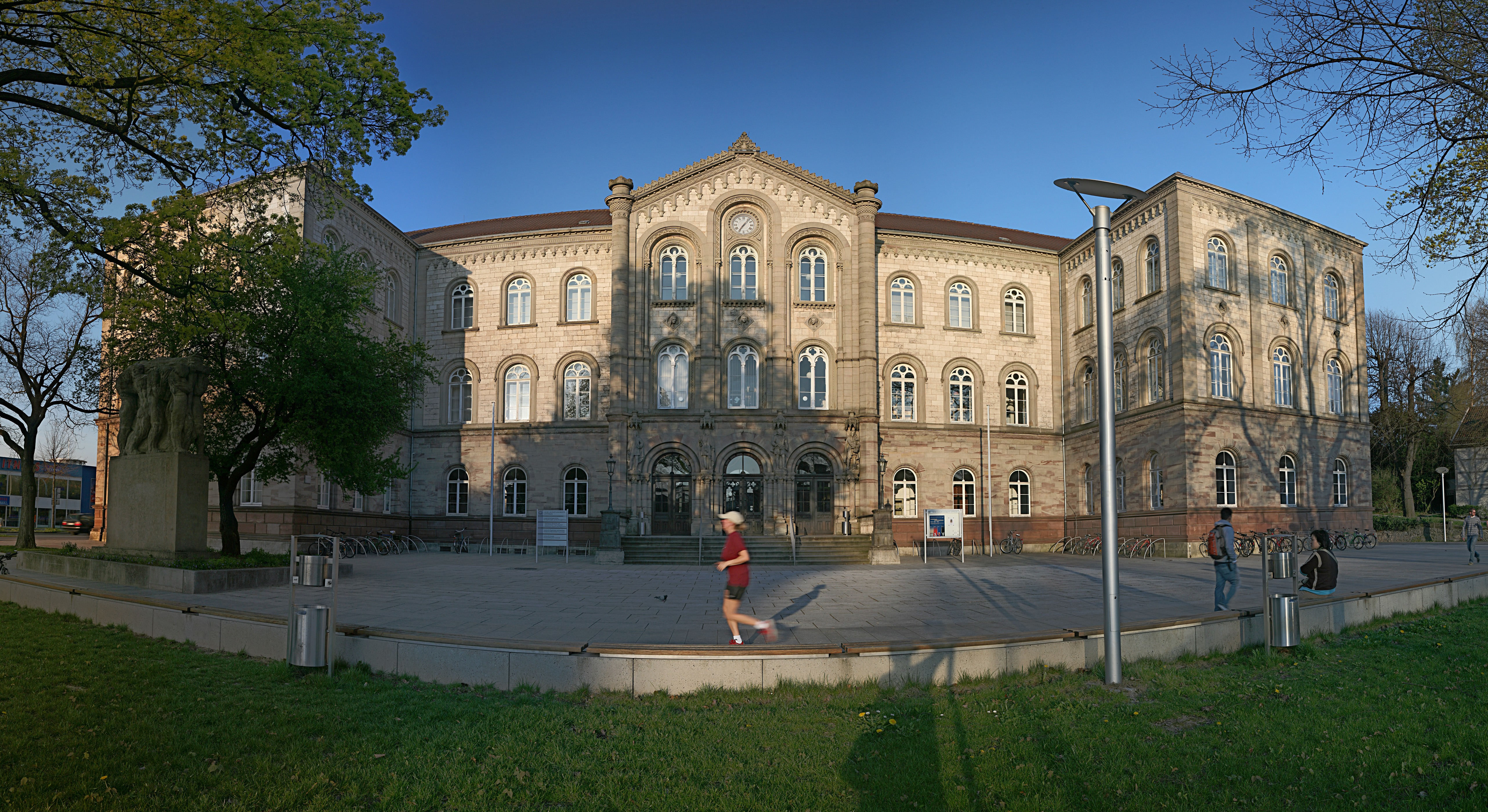
Universitatea din Göttingen

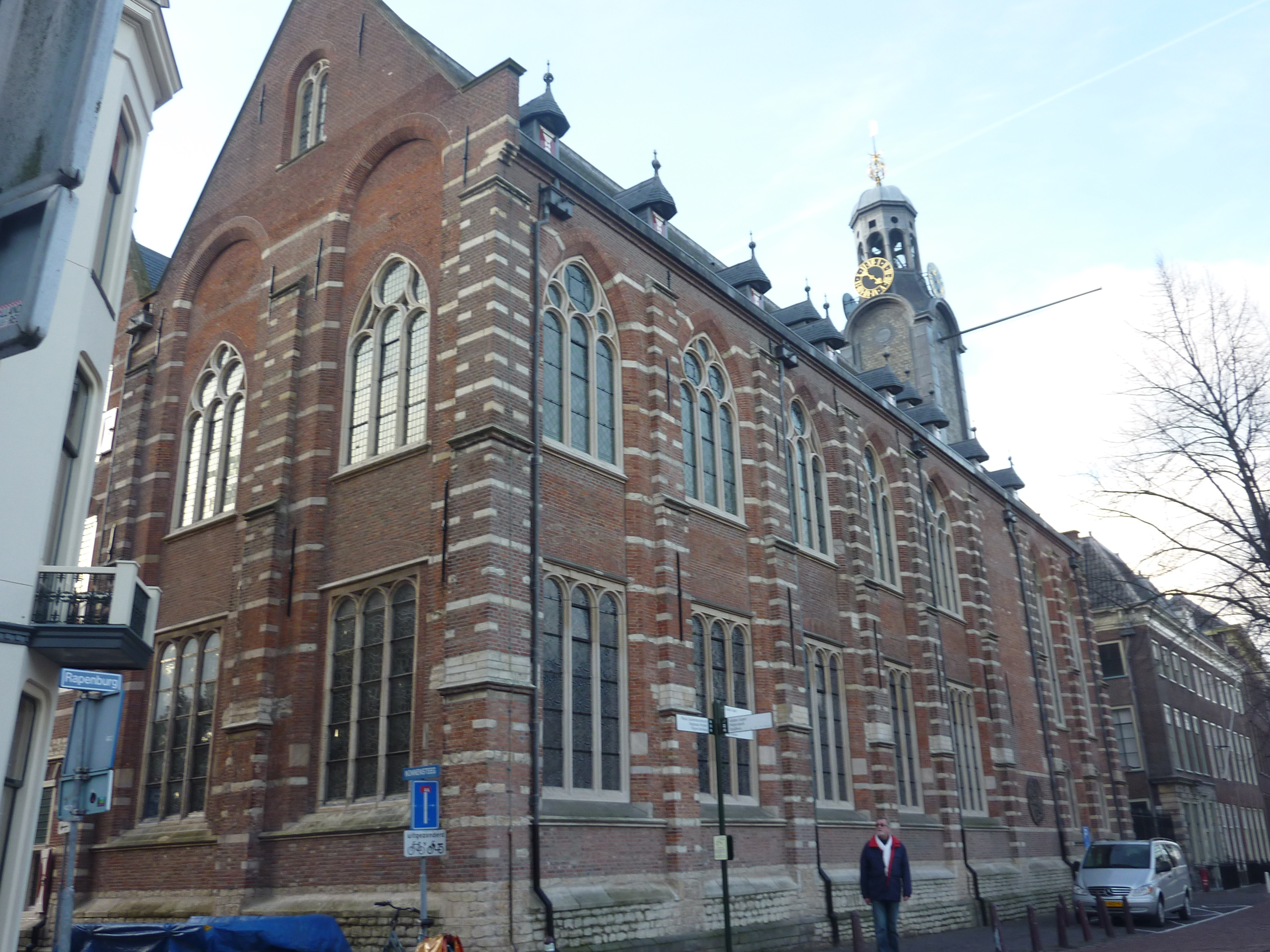
Universitatea din Leiden

Născut într-o familie patriciană, Lotsy s-a dedicat cercetărilor biologice împotriva dorințelor tatălui său. A studiat mai întâi botanica la profesorul pentru microbiologie și  botanică Martinus Willem Beijerinck (1851-1931) în „Colegiul Agricol” din Wageningen și și-a continuat studiile la Universitatea Georg-August din Göttingen, din 1886 până în 1890. Teza sa de doctorat a fost pe lichenii germani. După ce a promovat, a ocupat misiuni de predare drept lector, la Universitatea Johns Hopkins din Baltimore, unde a fost numit și director al ierbarului (1891-1895). 
Lucrările sale botanice importante au început în 1896, când a fost trimis în Indiile de Est la Java, pe atunci o colonie neerlandeză, pentru a studia alcaloizii conținuți în diverse specii de Cinchona din familia Rubiaceae. Rezultatele muncii le-a publicat în cartea sa De localisatie van het alcaloid in Cinchona calisaya Ledgeriana en in Cinchona succirubra din 1898. 
Apoi, din 1900, s-a stabilit la Leiden la o lungă carieră de predare și cercetare în Leiden, variată prin vizite frecvente în aproape toate părțile globului. Între 1904 și 1909 a predat taxonomie vegetală (botanică sistematică la Universitatea din Leiden și a devenit director al ierbarului de stat (Rijksherbarium) (1906-1909). 
În 1906 a publicat prima parte din Vorlesungen über Deszendenztheorien („Prelegeri despre teoriile descendenței”) cu prioritate maximă asupra părții botanice a întrebării, a cărei a doua parte a apărut doi ani mai târziu, tematizând istoria tribală botanică. Această lucrare foarte utilă s-a bazat pe prelegerile sale despre evoluție de la Leyden și a cuprins o anchetă cuprinzătoare asupra stării gândirii evolutive la acea vreme. În același timp, a început să apară o altă lucrare monumentală, „Vorträge über botanische Stammesgeschichte” în 3 volume (1907-1911), un tratat neterminat asupra regnului vegetal din punct de vedere filogenetic. În volumul 1 a determinat intre multe altele și familiile de ciuperci Hygrophoraceae, Russulaceae și Tricholomataceae, ultima însă nu a fost validată, pentru că a inclus familia Hygrophoraceae în aceasta.
În urmare, Lotsy a început să dezvolte punctele de vedere despre evoluție și despre problemele în determinarea speciilor cu care numele său va fi întotdeauna asociat. În anii 1912-1916, a publicat o serie de lucrări care arată că unitatea fundamentală a taxonomiei ar fi biotipul homozigot și că numai acestuia ar trebui să i se dea numele de specie. Cercetäri ulterioare au arătat că o astfel de unitate nu există în populațiile alogame obișnuite și, mai târziu, Lotsy însuși și-a abandonat părerea, și și-a exprimat îndoiala existenței unor astfel de biotipuri homozigoții în natură chiar și în linii pure.
În 1916, Lotsy a publicat cunoscuta sa carte Evolution by Means of Hybridization („Evoluția prin mijloacele hibridării”), în care a atacat cu tărie lucrările renumitului biolog Hugo de Vries (1848-1935), asupra mutațiilor în genul Oenothera și a susținut că fenomenele observate în acel gen ar fi datorate hetero-zigoțității materialului. El a afirmat că singura metodă de evoluție ar fi cea prin hibridizare și a negat faptul că mutațiile genice ar juca vreun rol. Multe dintre opiniile sale nu mai pot fi menținute, dar, cu toate acestea, va rămâne un clasic în literatura evolutivă. În ultimul timp, s-au acumulat dovezi care demonstrează că hibridizarea joacă un rol mai mare în evoluție decât și-au imaginat criticii lui Lotsy. Una dintre cele mai frapante exemple este iarba Spartina townsendii, unde s-a dovedit recent și fără îndoială, că provine dintr-o încrucișare între Spartina alternijlora și Spartina stricta, urmată de o dublare a cromozomilor. Alte cazuri pot fi citate de asemenea. Astfel pare clar, că unul dintre mijloacele de evoluție de specii noi este hibridizarea inter-specifică urmată de dublarea cromozomilor.
În ultimii șase ani ai vieții, după ce a renunțat la predări și numit profesor emerit al Universității din Leyden, Lotsy a vizitat Noua Zeelandă, Africa de Sud și alte părți ale lumii în scopul de a colecta dovezi pentru teoriile sale despre evoluție. A fost un muncitor neobosit în acest domeniu și, oriunde a mers, a adunat o mulțime de materiale, reunind un număr mare de argumente în sprijinul opiniilor sale. În Africa de Sud a lucrat în special la genurile Cotylerlon și Euphorbia și a dus materialele fostului gen la Leyden, unde le-a reprodus la scară largă. De asemenea, el și-a îndreptat atenția asupra populațiilor hibride din specia umană, iar o mare parte a lucrării din opera sa sud-africană, publicată împreună cu geneticianul Wouter Adriaan Goddijn (1884-1960), tratează diferitele rase umane pe care le studiase acolo.
În plus, marele om de știință a fondat Association Internationale des Botanistes pentru care a editat revista Progressus rei botanicae, care este comparabilă cu actuala Botanical Review, cumpărând, în 1902, și magazinul botanic Botanisches Centralblatt, unde a fost șef de redacție și a fost ales secretar al Koninklijke Hollandsche Maatschappij der Wetenschappen (KHMW), o asociație științifică, fondată în 1752. 
În concluzie, se poate spune că Lotsy a propus un sistem de clasificare a plantelor, bazat pe filogenetică, susținând un rol major al hibridizării în evoluție.
Botanistul a fost un promotor timpuriu al conceptului de specie bazat exclusiv pe similitudinea genetică a organismelor, în loc de a diviza organismele în specii pe baza de similitudini exterioare între ele. Pentru Lotsy, specii care, în urma lui Carl von Linné, au fost delimitate numai ținând cont de aspectele morfologice, nu ar fi specii adevărate. Prin urmare, el a susținut de acea, că aceste soiuri ar trebui să fie denumite "sub Linnaeus". Mai departe a argumentat, că noi specii sunt formate prin hibridizare, o teorie pe care a prezentat-o pentru prima dată în lucrarea sa Evolution by Means of Hybridization din 1916 (vezi mai sus), care a atras o atenție considerabilă. Pe de altă parte, Lotsy a respins ideea că mutațiile ar putea duce la formarea de specii noi, afirmând, că mutațiile, care au fost greșeli în copierea materialului genetic, nu ar putea duce la nimic altceva decât la rezultate negative pentru organismele afectate. În schimb, încrucișările dintre diferite specii ar putea crea combinații noi funcționale de gene care, printr-o „reglare fină” a selecției naturale, ar putea da naștere unor noi specii viabile. Lotsy a bazat această teorie pe rezultatele pe care le-a obținut experimentând cu îmbinarea plantelor din genul stânjenelilor. Printre oamenii de știință care au lăsat impresie pentru ideile sale despre formarea speciilor prin hibridizare se numără între alții botanistul și geneticianul suedez Nils Heribert Nilsson (1883-1955).
Savantul a murit pe 17 noiembrie 1931 în casa lui din Voorburg la vârsta de doar 64 de ani. În momentul morții sale, Lotsy s-a angajat într-o mare lucrare care se ocupa de ideile sale despre evoluție și este regretabil că nu a trăit lung destul pentru a o duce la finalizare. După moartea lui Lotsy, prestigioasa revistă științifică Nature, l-a descris ca fiind „unul dintre oamenii de știință de frunte în domeniile evoluției și eredității” în necrologul său.
Referințe pentru biografie:

## Genuri și specii descrise de Lotsy (selecție)
- Protohymeniales, ordin de ciuperci, 1907

- Cyphellaceae, familie de ciuperci, 1907
- Dennstaedtiaceae, familie de plante, 1909
- Fistulinaceae, familie de ciuperci, 1907
- Hygrophoraceae, familie de ciuperci, 1907
- Lomandraceae, familie de plante, 1909
- Paxillaceae, familie de ciuperci, 1907
- Russulaceae, familie de ciuperci, 1907

- Croton guatemalensis, specie de plante, 1895
- Euphorbia bothae, specie de plante, hibrid, 1916
- Euphorbia leucocephala, specie de plante, 1895
- Lysurus arachnoideus, specie de ciuperci, 1902

## Specii dedicate în onoarea lui Lotsy
- Leucophae lotsyi Pit. (Lamiaceae), 1908[10]
- Sideritis lotsyi (Pit.) Ceballos & Ortuno (Lamiaceae), 1951[11]

## Publicații (selecție)
Lotsy a scris și ilustrat 135 de cărți și lucrări. În urmare o mică selecție:
- The herbarium and library of Capt. John Donnell Smith, în: The Hopkins University Circulars, nr. 109, Baltimore, ianuarrie 1894, 11 pp.
- A contribution to the investigation of the assimilation of free atmospheric nitrogen by white and black mustard, în: Bulletin / U.S. Department of Agriculture, Office of Experiment Stations. G.P.O. 19, Washington 1894, pp. 22
- De localisatie van het alcaloid in Cinchona calisaya Ledgeriana en in Cinchona succirubra, Editura Landsdrukkerij, Batavia 1898, 128 pp.
- Contributions to the life-history of the genus Gnetum, Editura E.J. Brill, 1898, 114 pp.
- Rhopalocnemis Phalloides Jungh: A morphological-systematical study, Editura E.J. Brill, 1899, 101 pp.
- Vorlesungen über Deszendenztheorien mit besonderer Berücksichtigung der botanischen Seite der Frage, 2 vol., Editura Gustav Fischer, Jena 1906-1908, 799 pp. cu 15 ilustrații și 235 figuri
- Vorträge über botanische Stammesgeschichte gehalten an der Reichsuniversität zu Leiden - Ein Lehrbuch der Pflanzensystematik in drei Bänden, Editura Gustav Fischer, Jena 1907-1911 (cu 553 ilustrații)
  - Volumul I: Vorträge über botanische Stammesgeschichte - Algen und Pilze (Thallophyta) , Editura Gustav Fischer, Jena 1907 
  - Volumul II: Vorträge über botanische Stammesgeschichte - Cormophyta Zoidogamia, Editura Gustav Fischer, Jena 1909 (cu 553 ilustrații) 
  - Volumul III: Vorträge über botanische Stammesgeschichte - Cormophyta Siphonogamia Editura Gustav Fischer, Jena 1911
- Progressus rei botanicae: Fortschritte der Botanik, Editura Gustav Fischer, Jena 1911
- Vorlesungen über deszendenztheorien mit besonderer berücksichtigung der botanischen seite der frage gehalten an der Reichsuniversität zu Leiden, 2 vol., Editura G. Fischer, Jena 1908
- Het Tegenwoordige Standpunt der Evolutieleer, Editura G.Naeff, Haga 1915, 121 pp.
- Evolution by Means of Hybridization, Editura Martinus Nijhoff, Haga 1916, 166 pp.
- Over Oenothera lamarckiana als type van een nieuwe groep van organismen: die der kernchimèren, benevens beschouwingen over de waarde der genenhypothese in de erfelijksheids- en evolutieleer, Editura Martinus Nijhoff, Haga 1917, 52 pp.
- De wereeldbeschouwing van een natuuronderzoeker, in verband met de voorgestelde wijziging van art. 192 der Grondwet, Editura Martinus Nijhoff, Haga 1917, 150 pp.
- Het evolutie-vraagstuk, Editura Martinus Nijhoff, Haga 1921, 58 pp.
- Van den Atlantischen Oceaan naar de Stille Zuidzee, Editura G.Naeff, Haga 1922, 491 pp., 181 figuri/fotografii
- A popular account of evolution în: The Cawthron institute/Cawthron lecture, Editura R.W. Stiles & Co., Nelson 1922, 22 pp.
- Evolution considered in the light of Hybridization, Editura Canterbury College by Andrews, Baty & Co., 1925
- A Popular Account of Evolution , Editura Nelson, R.W. Stiles & Co.,  Nelson 1927
- Voyages of exploration to judge of the bearing of hybridization upon evolution, în: Genetica, nederlandsch tijdschrift voor erfelijheids- en afstammingsleer. Editura M. Nijhoff, Haga 1928